# Oreneta ventre-rogenca
Cecropis badia és una espècie d'ocell de la família dels hirundínids (Hirundinidae). És endèmica de la península de Malaca.
En diverses llengües rep el nom de "oreneta ventre-rogenca" (Anglès: Rufous-bellied swallow. Castellà: Golondrina ventrirrufa)